# Endohyalina interjecta
Endohyalina interjecta är en lavart som först beskrevs av Johannes Müller Argoviensis, och fick sitt nu gällande namn av Giralt, Van den Boom & Elix 20 10. Endohyalina interjecta ingår i släktet Endohyalina och familjen Caliciaceae.   Inga underarter finns listade i Catalogue of Life.